# Marcos Díaz (nadador)
Marcos Aurelio Díaz Domínguez (12 de enero de 1975, Santo Domingo) conocido como Marcos Díaz es un nadador dominicano de ultra distancia en aguas abiertas. Entre sus logros se destacan el cruce del Canal de la Mancha en 2003, el cruce del Estrecho de Gibraltar dos veces en 2005, primer lugar en la competencia en las tormentosas aguas del río Bhagirathi en la India en 2006 y dos vueltas completas a la isla de Manhattan, Nueva York, en 2011. En 2014 completa una hazaña donde unió a nado los cinco continentes como parte de los Objetivos del Milenio de las Naciones Unidas.
Entre sus proezas dentro de República Dominicana figura en 2002, el cruce de la Bahía de Ocoa; en 2004, el cruce de la Bahía de Samaná, así como el nado de 50 kilómetros, en aguas abiertas, desde Boca Chica hasta el malecón de Santo Domingo.
```
Marcos Díaz se retiró después de completar una travesía nacional en la República Dominicana al nadar desde Palmar de Ocoa hasta Punta Salinas.
[
1
]
```

## Primeros años y estudios
Marcos nació en Santo Domingo el 12 de enero de 1975. Hijo del pediatra Marcos Antonio Díaz Guillén y Clara Rafaela Domínguez Terrero, tiene dos hermanas Liza y Patricia.
Marcos Díaz se graduó de Bachiller en Ciencias y Letras en el Colegio Dominicano de la Salle. Díaz es graduado de Administración de Empresas y tiene una Maestría en Mercadeo del Instituto Tecnológico de Santo Domingo (INTEC), además de una pasantía de negocios en Nueva York, Estados Unidos.

## Inicios
Se inicia en la natación a muy temprana edad, con tan sólo 6 años comienza la práctica de este deporte por la recomendación médica, pues padecía de asma con frecuentes complicaciones y fuertes crisis que en varias ocasiones casi le cuesta la vida.
En muy poco tiempo ingresa al equipo de natación del club Casa de España en Santo Domingo, donde compitió desde la categoría de 6 años y menos hasta su adolescencia, motivado por sus padres quienes entendían la importancia del deporte para el desarrollo físico y formación como individuo.
En innumerables ocasiones representó tanto al equipo del club como a la República Dominicana formando parte de la selección nacional en eventos nacionales e internacionales logrando múltiples éxitos y reconocimientos.
Su pasión por el deporte y los desafíos lo llevaron a experimentar con disciplinas de mayor reto y menos tradicionales tales como el Triatlón. Con esta modalidad tuvo la oportunidad de representar al país en un Circuito del Caribe y otras carreras internacionales.
A partir de la práctica del triatlón Marcos descubrió su interés por los deportes de fondo, resistencia y larga duración, mostrando atención especial por la natación en aguas abiertas. Desde entonces comenzó a experimentar y a destacarse en esta modalidad de la natación al participar en nados de entre una milla y tres kilómetros. Estos primeros nados, su amor por el mar y su pasión por el deporte al más alto nivel, lo impulsaron a desarrollar una impresionante carrera deportiva en la natación de ultra distancia en aguas abiertas.

## Carrera en aguas abiertas
En 1999 en su incursión en el nado de ultradistancia estableció un récord al nadar 52 kilómetros sin parar en una piscina de 25 metros en 15 horas y 27 segundos.  Con esta primera proeza Marcos Díaz inicia un nuevo e histórico camino hacia la fama internacional. En agosto de ese mismo año recorrió 1 milla náutica colocándose en primer lugar absoluto de 200 competidores. En septiembre logra 5 medallas en los nados de piscina; 3.er lugar por categoría y 6.º lugar general en nado de aguas abiertas en el LatyCar'99 de Florida.
El 24 de marzo de 2002 cruzó a nado la Bahía de Ocoa en 9 horas y 17 minutos en República Dominicana. El 20 de abril nadó 24 millas en 9 horas y 3 minutos en el 24 miles Tampa Bay Marathon Swim 2002 en Florida quedando en 3.er lugar general y 1.er lugar en su categoría. El 2 de septiembre queda en 2.º lugar al recorrer 4 km en el Waikiki Rough Water Swim 2002  de Hawái.
En marzo de 2003 recorre 60 km en 14 h y 50 min estableciendo un nuevo récord en ultradistancia en una piscina. Establece récord en distancia de 50 kilómetros. Rompe récord de 53 km por 59 minutos en República Dominicana.
El 17 de enero de 2004 Díaz participa en el 1.er Maratón Internacional a Nado de la Bahía de Samaná, estableciendo un nuevo récord de 16 km en 4 h, 16 min y 40 s. En abril nadó 24 millas en 9 horas y 28 minutos quedando en 2.º lugar en el Marathon Swim 2004 en Florida quedando en 2.º lugar general y 1.er lugar en su categoría. Ese mismo año compite en el Manhattan Island Marathon Swim 2004 en la ciudad de Nueva York, con una severa crisis de hipotermia recorrió 46 km en 7 h y 48 min quedando en 7.º lugar. El 17 de junio compite en el 34th International Swimming Crossing of the Toroneos Gulf en Halkidiki, Grecia quedando como campeón absoluto y siendo el primer latinamericano en ganar esta competencia en 34 años. El 10 de agosto se convierte en el primer dominicano en cruzar el Canal de la Mancha 37 km desde Inglaterra a Francia en 9 horas, 56 minutos y 33 s. Del 26 de noviembre al 2 de diciembre participa en el Campeonato Mundial de Natación en Aguas Abiertas de 2004 celebrado en Dubái, Emiratos Árabes Unidos, siendo el primer participante de República Dominicana.
El 9 de abril de 2005 vuelve a participar en el 1.er Maratón Internacional a Nado en la Bahía de Samaná implementando un nuevo récord de 16 km en 3 h y 50 minutos. El 1 de julio logra un récord de 400 m libres en sólo 4 minutos y 44 segundos en el Primer Campeonato Panamericano de la Unión Amateur de Natación de las Américas. Ese mismo mes compite en el 35th International Swimming Crossing of the Toroneos Gulf recorriendo 26 km en 6 h y 30 min quedando en el primer lugar. El 8 de agosto logra un récord mundial al nadar unos 22 km, equivalentes a alrededor de 44 km en aguas tranquilas en 8 h y 31 min en el Estrecho de Gibraltar. El 3 de septiembre compite en el Maui Channell SwimPrimer celebrado en Maui, Hawái quedando en primer lugar absoluto al nadar 15,8 km en 3 h y 24 min.
El 10 de junio de 2006 obtuvo el primer lugar absoluto en el 30th Annual Swim Around Key West nadando 20 km en sólo 3 h y 54 min celebrado en Key West, Florida. El 22 de julio logró el primer lugar absoluto en el 36th International Swimming Crossing of the Toroneos Gulf con un récord de 26 km en 6 h y 32 min en Halkidiki, Grecia. El 27 de agosto gana el primer lugar absoluto en el 63rd. World Longest Distance Swimming Competition nadando 81 km en 10 h 34 min celebrado en Murshibabad, India. El 3 de diciembre nadó 50 km en mar abierto, desde la playa de Boca Chica hasta El Malecón de Santo Domingo en República Dominicana.
En enero y febrero de 2007 se posiciona en el 6.º lugar del Ranking Mundial FINA Grand Prix 2007 en tres eventos realizados en Argentina. El 16 de junio logró el primer lugar absoluto en el 31st Annual Swim Around Key West donde registró 20 kilómetros en Key West, Florida, USA. El 18 de agosto Díaz se lanzó a las aguas del río Hudson  para implantar un nuevo récord mundial, dándole dos vueltas completas a la isla de Manhattan recorriendo entre 96 y 100 km en 22 h y 14 min. En Waikiki, Hawái logra el segundo lugar por categoría, 11 general en el Waikiki Rough Water Swim al nadar 3,9 km en 49 minutos y 50 segundos.
El 15 de marzo de 2008 participa en el Freo to Rotto Big Splash quedando en primer lugar absoluto al recorrer 20 kilómetros en 4 horas y 43 minutos en Perth, Australia.

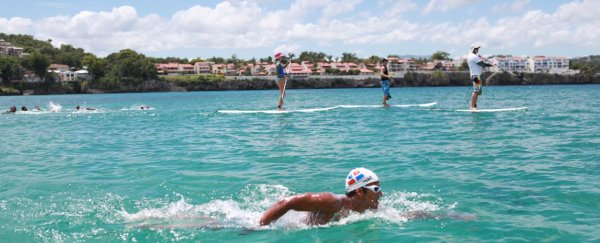
Marcos Díaz completando la travesía Sosua - Puerto Plata, República Domnicana.

A principios de 2009 Díaz participó en el Miami 10K Niké Swim donde recorrió 10 kilómetros en  Miami, Florida y quedando en 9.º lugar absoluto. El 6 de junio queda en primer lugar absoluto en el 33rd Annual Swim Around Key West donde nadó 20 km en 4 h 8 min. El 18 de julio compite junto a 28 participantes en el 39th International Swimming Crossing of the Toroneos Gulf quedando en primer lugar absoluto al nadar 26 km en 6 h y 9 min en Halkidiki, Grecia. El 29 de agosto participó en el 34th Faros Maratón, Internacional Long Distance Swimming Championship en  Stari Grad, Croacia donde sufre una hipoglicemia que no le permite continuar y por lo que tuvo que abandonar la competencia “Me sentía muy mal en esos momentos finales, a pesar de que me había ido bien en los primeros 10 y 15 km, pero al final no pude seguir”, lamentó Díaz. El 3 de octubre impuso una nueva marca al cruzar en tiempo de 3:49:15 la Bahía de Samaná. El 9 de octubre compite en el evento Clean Half Marathon Swim celebrado en Hong Kong donde estableció un récord de 15 km en 3 h 21 min y 44 s quedando en primer lugar absoluto.
El 18 de septiembre de 2011, Díaz finaliza un recorrido de 26 km desde Sosúa a Puerto Plata en  4 h, 5 mins y 35 segundos.

### Nado de los Continentes
En octubre de 2009 Díaz anunció una travesía denominada Nado de los Continentes donde unió a nado los cinco continentes como cumplimiento de los Objetivos de Desarrollo del Milenio (ODM), que fueron aprobados diez años antes por la ONU. En dicha travesía Marcos nadó desde Asia hasta África, desde la costa del Yemen a las playas de Yibuti, pero esto cambió debido a las actividades de los piratas somalíes en el golfo de Adén lo cual le obligó a cambiar el itinerario.

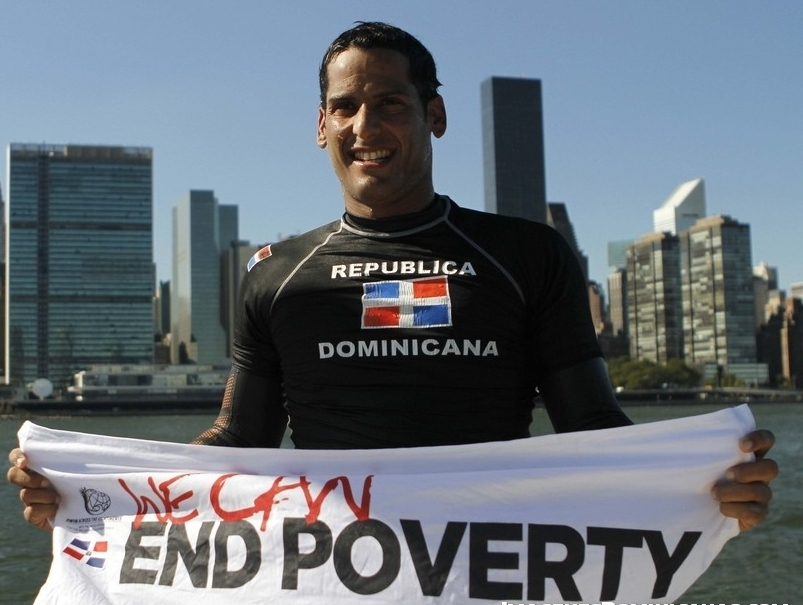
Díaz luego de finalizar la travesía "Nado de los Continentes", el 18 de septiembre de 2010

El 13 de mayo de 2010 Díaz recorrió desde Oceanía hasta Asia en su primera etapa de la travesía Nado de los Continentes con un récord de 19,7 km en 4 horas, 11 minnutos y 38 segundos, saliendo desde Wutung Village en Papúa Nueva Guinea hasta Mabo en Indonesia. El 10 de junio completa la segunda etapa nadando desde Jordania pasando por Israel hasta llegar a Egipto recorriendo 18,3 km en un tiempo de 4 horas, 54 minutos y 32 segundos. El 30 de julio completa la tercera travesía uniendo a África con Europa recorriendo el Estrecho de Gibraltar, en un tiempo de 2 horas, 41 minutos. El 27 de agosto completa la cuarta y última etapa del proyecto Nado de los Continentes, uniendo a Europa con América al nadar el Estrecho de Bering, promediando una hora, cinco minutos y 34 segundos con una velocidad media de 4.1 km/h, fianlizando la travesía de 4 nados y uniendo los 5 continentes. Su rapidez se debió a que la corriente estuvo todo el tiempo su favor. El 15 de septiembre Marcos finalizó oficialmente su proyecto nadando desde la Estatua de la Libertad, pasando por el East River frente al edificio de Naciones Unidas y llegando finalmente a Long Island, donde hizo entrega al secretario general de la ONU, Ban Ki-Moon de un libro con más de 200.000 firmas de las personas que ha conocido a lo largo de su viaje.
Refiriéndose a su proeza Marcos Díaz dijo:

..."Nadando a través de los continentes demuestra que si un hombre puede nadar de un continente a otro, en realidad no estamos tan lejos los unos de los otros"

.

### Retiro
Marcos Díaz concluyó su carrera de nadador el 9 de junio de 2013 con una travesía al nadar desde Palmar de Ocoa (Azua) hasta Punta Salinas (Baní), recorriendo 22 kilómetros en alrededor de cuatro horas.

## Récords
| Fecha                                          | Lugar de la Competencia                          | Evento                                                                                    | Distancia recorrida                                                                                             | Tiempo alcanzado | Marca establecida                                                                                     |
| ---------------------------------------------- | ------------------------------------------------ | ----------------------------------------------------------------------------------------- | --- | --- | --- |
| junio de 1999.                                 | Santo Domingo, República Dominicana.             | Récord internacional de ultra distancia en piscina de 25 metros.                          | 52 kilómetros.                                                                                                  | 15 horas, 00 minutos, 27 s | Nuevo récord de ultra distancia en Piscina de 25 metros.                                              |
| 7 de agosto de 1999.                           | Rockaway Beach, Nueva York, USA.                 | Ken Killian's Ocean Mile Swim 1999.                                                       | 1 milla náutica.                                                                                                | | 1.er lugar absoluto entre 200 participantes.                                                          |
| 11 de septiembre de 1999.                      | Ft. Lauderdale, Florida, USA.                    | LatyCar’99 (Campeonato Latinoamericano de Natación Master).                               | 3 kilómetros en aguas abiertas.                                                                                 | | 5 medallas en nados de piscina 3.er lugar por categoría; 6.º lugar general en nado de aguas abiertas. |
| 24 de marzo de 2002.                           | Palmar de Ocoa, República Dominicana.            | Cruce a nado de la Bahía de Ocoa.                                                         | 38 kilómetros.                                                                                                  | 9 horas y 17 min | Récord nacional.                                                                                      |
| 20 de abril de 2002.                           | Tampa, Florida, USA.                             | 24 mile Marathon Swim Across Tampa Bay.                                                   | 38.8 km | 9 horas y 3 min | 3.er lugar general, 1.er lugar por categoría.                                                         |
| 2 de septiembre de 2002.                       | Oahu, Hawái, USA.                                | Waikiki Rough Water Swim 2002                                                             | 3.84 km | 50 minutos, 19 s | 2.º lugar por categoría, 33 lugar general.                                                            |
| 8 y 9 de marzo de 2003                         | Santo Domingo, República Dominicana.             | Récord de ultradistancia en piscina.                                                      | 60 kilómetros.                                                                                                  | 14 horas y 50 min | Establece nuevo récord en ultra distancia en piscina                                                  |
| 17 de enero de 2004.                           | Samaná, República Dominicana.                    | Cruce a nado de la Bahía de Samaná                                                        | 16 km | 4 horas, 16 min y 40 s | Establece nuevo récord nacional                                                                       |
| 17 de abril de 2004.                           | Tampa, Florida, USA.                             | 24 mile Marathon Swim Across Tampa Bay 2004                                               | 38.8 kilómetros.                                                                                                | 9 horas y 28 minutos. | 2.º lugar                                                                                             |
| 17 de julio de 2004.                           | Halkidiki, Grecia.                               | 34th International Swimming Crossing of the Toroneos Gulf                                 | 26 kilómetros.                                                                                                  | 6 horas y 29 minutos | 1.er lugar.                                                                                           |
| 3 de julio de 2004.                            | Manhattan, Nueva York, USA.                      | Manhattan Island Marathon Swim 2004                                                       | 46 kilómetros.                                                                                                  | 7 horas, 48 minutos y 11 s | 7.º lugar                                                                                             |
| 10 de agosto de 2004.                          | Dover, Inglaterra.                               | Cruce a nado del Canal de la Mancha                                                       | 37 kilómetros.                                                                                                  | 9 horas, 56 minutos y 33 s | Primer dominicano en cruzar a nado desde Inglaterra a Francia.                                        |
| Del 22 de noviembre al 6 de diciembre de 2004. | Dubái, Emiratos Árabes Unidos.                   | ¨III FINA Open Water World Championships 2004¨.                                           | 5 y 25 km | | Primera participación dominicana en un Campeonato Mundial de Aguas Abiertas.                          |
| 9 de abril de 2005.                            | Samaná, República Dominicana.                    | 1.er Maratón Internacional a Nado de la Bahía de Samaná.                                  | 16 km | 3 horas y 50 minutos. | 1.er lugar absoluto.                                                                                  |
| 1 de julio de 2005.                            | Santo Domingo.                                   | Primer Campeonato Panamericano de la Unión Amateur de Natación de las Américas / Masters. | 400 m libres.                                                                                                   | 4 minutos y 44 s | Récord de su categoría.                                                                               |
| 17 de julio de 2005.                           | Halkidiki, Grecia.                               | 35th International Swimming Crossing of the Toroneos Gulf¨ Tipo: Competencia              | 26 kilómetros.                                                                                                  | 6 horas, 26 min | 1.er lugar absoluto.                                                                                  |
| 8 de agosto de 2005.                           | Gibraltar, España y Marruecos.                   | Un Nado Entre Continentes.                                                                | 44 kilómetros.                                                                                                  | 8 horas y 34 min | Récord mundial.                                                                                       |
| 5 de septiembre de 2005.                       | Maui, Hawái, USA.                                | Maui Channell Swim.                                                                       | 15.8 km | 3 h 24 min y 53 s | 1.er lugar absoluto.                                                                                  |
| 6 de junio de 2006.                            | Key West, Fl, USA.                               | 30th Annual Swim Around Key West                                                          | 20 km | 3 h y 54 min | 1.er lugar absoluto.                                                                                  |
| 22 de julio de 2006.                           | Halkidiki, Grecia.                               | 36th International Swimming Crossing of the Toroneos Gulf.                                | 26 km | 6 h y 32 min | 1.er lugar absoluto.                                                                                  |
| 27 de agosto de 2006.                          | Murshidabad, India.                              | 81 KM World Longest Distance Swimming Competition.                                        | 81 km | 10 h 34 min y 55 s | 1.er lugar absoluto.                                                                                  |
| 3 de diciembre de 2006.                        | Boca Chica, Santo Domingo, República Dominicana. | Marcos Díaz: Un Nado por su Pueblo                                                        | 50 kilómetros.                                                                                                  | 10 horas y 36 minutos. | Récord internacional                                                                                  |
| enero y febrero de 2007                        | Paraná, Rosario y Santa Fe, Argentina.           | FINA Open Water Grand Prix 2007                                                           | - 88 kilómetros (Hernandarias-Paraná, FINA) - 9 kilómetros (Rosario) - 57 kilómetros(Santa Fe - Coronda, FINA). | - 9 horas, 42 min y 32 s (Hernandarias-Paraná, FINA) - 1 hora, 31 min y 45 s (Rosario (Argentina)) - 8 horas, 5 minutos, 4 s (Santa Fe - Coronda, FINA) | 6.º lugar en el ranking mundial 2007.                                                                 |
| 16 de junio de 2007.                           | Key West, Fl, USA.                               | 31th Annual Swim Around Key West                                                          | 20 km | | 1.er lugar absoluto                                                                                   |
| 18 y 19 de agosto de 2007.                     | Nueva York, USA.                                 | Marcos Díaz 2 X Manhattan.                                                                | 96 - 100 km | 22 h 14 min | Récord internacional                                                                                  |
| 3 de septiembre de 2007.                       | Hawái, USA.                                      | Waikiki Roughwater Swim 2007.                                                             | 3.84 kilómetros.                                                                                                | 49 minutos, 50 s | Segundo lugar por categoría, 11 general                                                               |
| 15 de marzo de 2008.                           | Perth, Australia.                                | Freo To Rotto Big Splash 2008.                                                            | 20 km | 4 h y 43 min | 1.er lugar absoluto                                                                                   |
| 25 de abril de 2009                            | Miami, Fl, USA.                                  | Nike Swim Miami 10K.                                                                      | 10 km | 2 h y 15 min | 9º lugar absoluto                                                                                     |
| 6 de junio de 2009                             | Key West, Fl, USA.                               | 33rd Annual Swim Around Key West                                                          | 20 kilómetros.                                                                                                  | 4 horas y 8 min | 1.er lugar absoluto.                                                                                  |
| 18 de julio de 2009                            | Nikiti, Halkidiki, Grecia.                       | 39th International Crossing of the Toroneos Gulf.                                         | 26 kilómetros.                                                                                                  | 6 horas, 9 min | 1.er lugar absoluto                                                                                   |
| 29 de agosto de 2009.                          | Stari Grad, Croacia.                             | 34th Faros Maratón, Internacional Long Distance Swimming Championship.                    | 16 km | DNF | DNF (decide retirarse debido a los simtomas provocados por una posible hipoglicemia)                  |
| 4 de octubre de 2009.                          | Bahía de Samaná, República Dominicana.           | Campeonato Nacional de Maratón en Aguas Abiertas.                                         | 16 km | 3 h 48 min | 1.er lugar absoluto.                                                                                  |
| 10 de octubre de 2009.                         | Hong Kong.                                       | Clean Half Marathon Swim.                                                                 | 15 kilómetros.                                                                                                  | 3 horas, 21 minutos | 1.er lugar absoluto.                                                                                  |
| 13 de mayo de 2010                             | Oceanía y Asia                                   | Nado de los Continentes                                                                   | 19.7 kilómetros                                                                                                 | 4 horas, 11 minutos y 38 s | |
| 10 de junio de 2010                            | Asia y África                                    | Nado de los Continentes                                                                   | 18.3 kilómetros                                                                                                 | 4 horas, 54 minutos y 32 s | |
| 30 de julio de 2010                            | África y Europa                                  | Nados de los Continentes                                                                  | | 2 h 41 min | |
| 27 de agosto de 2010                           | Europa y América                                 | Nados de los Continentes                                                                  | | 1 h 5 min 34 s | |
| 18 de septiembre de 2011                       | Sosúa y Puerto Plata República Dominicana        | Travesía Sosúa / Puerto Plata                                                             | 26 km | 4 h, 5 mins y 35 segundos | |
| 9 de junio de 2013                             | Azua y Baní República Dominicana                 | Travesía Palmar de Ocoa / Punta Salinas                                                   | 22 km | 4 h | |

## Viceministro de deportes
En septiembre de 2012, Díaz fue designado viceministro de deportes por el presidente Danilo Medina.

## Honores y reconocimientos
Marcos Díaz ha recibido varios reconocimientos a lo largo de su carrera profesional, entre ellos:
- En 2004 y 2005, gana el "Gran Premio Nacional de la Juventud", entregado por el Ministerio de la Juventud de República Dominicana.
- En 2005, le fue entregada Las llaves de la Ciudad de Santo Domingo Este.
- El 9 de septiembre de 2005, fue declarado: Hijo Ilustre de la Ciudad de Santo Domingo.
- El 20 de septiembre de 2005, fue designado Embajador Honorífico de Buena Voluntad de la República Dominicana.
- El 19 de septiembre de 2006, fue reconocido por el Senado de la República Dominicana.
- El 13 de diciembre de 2006, fue reconocido por la Cámara de Diputados de República Dominicana.
- El 21 de febrero de 2007, es nominado para Hombre y Mujer del Año 2006, premio que otorga la Directiva del Periódico Diario Libre, donde fue seleccionado como Hombre del Año 2006.
- El 24 de agosto de 2007, recibe de manos del Presidente de República Dominicana, Leonel Fernández, la Orden del Mérito de Duarte, Sánchez y Mella.
- En octubre de 2008, Díaz fue reconocido como Atleta del año en la premiación Latin Pride.
- El 5 de marzo de 2009, es reconocido por la Federación Dominicana de Natación (FEDONA) por su décimo aniversario en la natación.
- El 25 de julio de 2009, es galardonado con el premio "Proeza Deportiva 2009 Presidente Juan Bosch", que otorga la Fundación Red de la Dignidad a través de la Red de Organizaciones Deportivas.
- El 30 de septiembre de 2009, fue reconocido como Atleta del Año en la premiación Latin Pride.
- En 2011, es galardonado Man of the Year en la World Open Water Swimming Association 2010, entregados por la Global Open Water Swimming Conference en Nueva York.[4]
- El 22 de septiembre de 2012, fue exaltado al Salón de la Fama de la Natación Internacional por el International Marathon Swimming Hall of Fame.[5]

## Vida personal y filantropía
Marcos está casado con la mercadóloga Nathalia Bentz Brugal desde diciembre de 2005, la pareja tiene un hijo llamado Kai, nacido el 20 de julio de 2008.
Marcos padece asma, condición que ha podido controlar para poder llevar a cabo sus metas. También practica el surfing, el buceo libre y el Paddleboarding.
También creó la fundación Marcos Díaz.